# Termes anatòmics dels ossos
Molts termes anatòmics descriptius dels ossos es defineixen en la terminologia anatòmica, i sovint es deriven del grec i el llatí.

## Tipus d'ossos

Classificació dels ossos

### Ossos plans
Tenen forma de placa. com per exemple els ossos del crani.

### Ossos sesamoides
Exemples
| Os        | Tipus       |
| --------- | ----------- |
| Cúbit     | Llarg       |
| Carps     | Curt        |
| Vèrtebres | irregulars  |
| Tars      | Curts       |
| Fèmur     | Llarg       |
| Omòplat   | Pla         |
| Radi      | Llarg       |
| Estèrnum  | Llarg i pla |